# 维克托·叶戈罗维奇·祖巴列夫
维克托·叶戈罗维奇·祖巴列夫（羅馬化：Viktor Yegorovich Zubarev；1973年4月10日—2004年10月18日）是一名来自哈萨克斯坦的足球前锋。他的昵称是斯捷潘叔叔（дядя Стёпа）。祖巴列夫因吸毒过量在他位于鄂木斯克的公寓里去世。